# Kirchspiel Garding
Kirchspiel Garding è un comune di 330 abitanti dello Schleswig-Holstein, in Germania.
Appartiene al circondario (Kreis) della Frisia Settentrionale (targa NF) ed è parte della comunità amministrativa (Amt) di Eiderstedt.